# Две Фриды
«Две Фриды» (исп. Las dos Fridas) — картина мексиканской художницы Фриды Кало, созданная в 1939 году. Она стала первой крупномасштабной работой, выполненной Кало, и считается одной из её самых значительных картин. Картина представляет собой двойной автопортрет, изображающий две версии Кало, сидящих вместе. Одна из них одета в белое викторианское платье европейского стиля, а другая — в традиционное платье из Техуаны. Кало написала «Двух Фрид» в 1939 году, в том же году она развелась с художником Диего Риверой, хотя они снова поженились через год.
Некоторые искусствоведы предположили, что эти две фигуры на картине являются отражением двойного происхождения Фриды. Её отец, Гильермо Кало, был немцем; в то время как её мать, Матильда Кальдерон, была метиской (потомком от браков испанцев и индейцев). Другая интерпретация заключается в том, что техуанская Фрида — это та, которую любил её муж Диего Ривера, в то время как европейская Фрида — это та, которую он отверг. В собственном воспоминании Фриды этот образ — это воспоминание о воображаемом друге детства.
Обе Фриды держат предметы на коленях: мексиканская Фрида — маленький портрет Диего Риверы, а европейская Фрида — щипцы. Кровь льётся на белое платье европейской Фриды из повреждённого кровеносного сосуда, перерезанного щипцами. Кровеносный сосуд соединяет обеих Фрид, извиваясь вокруг их рук и соединяя их сердца. Это служит отсылкой на жизнь Кало, полной постоянной боли и хирургических процедур, а также на ацтекскую традицию человеческих жертвоприношений. Поскольку часть картины с европейской Фридой была закончена вскоре после развода художницы, у европейской Фриды отсутствует часть себя, её Диего.
Согласно воспоминаниям друга Кало, Фернандо Гамбоа, «Две Фриды» были вдохновлены двумя картинами, которые Кало видела в том году в Лувре: «Две сестры» Теодора Шассерио и «Габриэль д’Эстре с сестрой» анонимного автора.
«Две Фриды» ныне хранятся в Музее современного искусства в Мехико.